# Lorena Lorber Fijok
Lorena Lorber Fijok (* 17. Februar 2003) ist eine slowenische Volleyballnationalspielerin.

## Karriere
Lorber Fijok begann ihre Karriere bei Nova KBM Branik Maribor. In der Saison 2023/24 spielte die Außenangreiferin in Griechenland bei AO Thiras Santorini. 2024 wurde die slowenische Nationalspielerin vom deutschen Bundesligisten Dresdner SC verpflichtet.